# Coliseo Cerrado Casa de la Juventud
El Coliseo Cerrado Casa de la Juventud es un coliseo ubicado en la ciudad de Cusco, Perú. Es utilizado para la práctica de karate, voleibol, basketball, gimnasia y tenis de mesa. Tiene una capacidad de 13 mil espectadores lo que lo convierte en el coliseo cerrado más grande del país.

## Conciertos
- Ha*Ash (A Tiempo Tour)
- Illapu